# Battle Born World Tour
La gira mundial Battle Born World Tour es el cuarto tour de la banda oriunda de Las Vegas  The Killers para presentar su cuarto CD de estudio, Battle Born, lanzado en septiembre de 2012.

## Itinerario
Durante el verano de 2012, The Killers tocó en festivales de toda Europa y Norteamérica, además de shows íntimos en pequeñas sedes. La banda luego comenzó una gira promocional en septiembre del mismo año. La gira oficial comenzó el 26 de octubre de 2012 en Glasgow y actualmente están confirmados más conciertos en Europa, América del Norte, América del Sur, Asia y Oceanía. Ted Sablay, quien participó con la banda en el Sam's Town Tour volvió como músico adicional, además de Jake Blanton, quien anteriormente tocó con el vocalista Brandon Flowers en su carrera solista.
El setup de estadio incluyó un teclado de bombilla gigante similar a uno de Day & Age World Tour pero esta vez en la forma del rayo de la versión del álbum Battle Born. Hubo también gran uso de pirotecnia comparado a anteriores giras.
El 13 de noviembre de 2012, el show de la banda en Manchester Arena fue frenado durante la quinta canción "Bling (Confession of a King)" con el vocalista Brandon Flowers diciendo a la multitud que su voz se "fue" y no podría continuar, el show de la noche siguiente también en Manchester fue cancelado. Dos días después ambos shows fueron reprogramados y eventualmente tomaron lugar el 17 y 18 de febrero de 2013.
Los shows de la banda el 12, 14 y 15 de diciembre en Camden, New York City y Toronto fueron cancelados después de que Brandon Flowers padeció laringitis, la banda se vio forzada a cancelar un número de shows durante la gira europea en marzo de 2013 debido a tormentas de invierno. Todos esos shows fueron reprogramados para mayo y junio de 2013 con la excepción de la aparición programada de la banda en Caprices Festival en Suiza el cual fue cancelado definitivamente.
El bajista Mark Stoermer no tocó con la banda durante el tour de Asia, se cree que es un resultado de lesión de espalda. Él tuiteó "Everything is alright, just need to spend this time at home. Looking forward to returning." (Todo está bien, solo necesito pasar este tiempo en casa. Mirando hacia adelante para volver.). Jake Blanton tocó bajo en su ausencia. Él volvió para el show final del tour en Las Vegas.

## Lista de canciones
| headercss = background: #ddd; font-size: 100%; width: 100%;
| header = 26 de octubre de 2012 en Glasgow
| content =  
1. "A Matter of Time"
2. "Flesh & Bone"
3. "Smile Like You Mean It"
4. "Spaceman"
5. "Bling (Confession of a King)"
6. "Miss Atomic Bomb"
7. "Human"
8. "Here With Me"
9. "For Reasons Unknown"
10. "The Way It Was"
11. "Deadlines and Commitments"
12. "Somebody Told Me"
13. "Jenny Was a Friend of Mine"
14. "A Dustland Fairytale"
15. "Read My Mind"
16. "Runaways"
17. "Mr. Brightside"
18. "All These Things That I've Done"
19. "From Here On Out"
20. "Be Still"
21. "When You Were Young"
22. "Battle Born"

}}

|}
| Ver lista |

## Personal
- Brandon Flowers - cantante, teclados, piano, bajo en For Reasons Unknown
- Dave Keuning – guitarra líder, guitarra acústica, piano (en Be Still), coros
- Mark Stoermer – bajo, coros, guitarra rítmica en For Reasons Unknown (no tocó en el tour de Asia)
- Ronnie Vannucci Jr. – batería, percusión

### Personal adicional
- Ted Sablay – guitarra rítmica y líder, teclados, coros
- Jake Blanton – teclados, guitarra rítmica y líder, bajo (en el tour de Asia, excepto en For Reasons Unknown), coros
- Rob Whited – percusión
- Bobby Lee Parker - guitarra acústica

## Fechas
| Fecha                    | Ciudad                | País                   | Sede                                |
| ------------------------ | --------------------- | ---------------------- | ----------------------------------- |
| Europa                   |                       |                        |                                     |
| 26 de octubre de 2012    | Glasgow               | Escocia                | SECC                                |
| 27 de octubre de 2012    | Aberdeen              | Escocia                | AECC                                |
| 31 de octubre de 2012    | Birmingham            | Inglaterra             | LG Arena                            |
| 1 de noviembre de 2012   | Birmingham            | Inglaterra             | LG Arena                            |
| 3 de noviembre de 2012   | Nottingham            | Inglaterra             | Capital FM Arena                    |
| 4 de noviembre de 2012   | Newcastle             | Inglaterra             | Metro Radio Arena                   |
| 5 de noviembre de 2012   | Cardiff               | Gales                  | Motorpoint Arena Cardiff            |
| 8 de noviembre de 2012   | Sheffield             | Inglaterra             | Motorpoint Arena Sheffield          |
| 9 de noviembre de 2012   | Liverpool             | Inglaterra             | Echo Arena                          |
| 13 de noviembre de 2012  | Mánchester            | Inglaterra             | Manchester Arena                    |
| 14 de noviembre de 2012  | Mánchester            | Inglaterra             | Manchester Arena                    |
| 16 de noviembre de 2012  | Londres               | Inglaterra             | The O2 Arena                        |
| 17 de noviembre de 2012  | Londres               | Inglaterra             | The O2 Arena                        |
| América del Norte        |                       |                        |                                     |
| 29 de noviembre de 2012  | Broomfield (Colorado) | Estados Unidos         | 1stBank Center                      |
| 30 de noviembre de 2012  | Orem (Utah)           | Estados Unidos         | UCCU Center                         |
| 3 de diciembre de 2012   | Vancouver             | Canadá                 | Pacific Coliseum                    |
| 4 de diciembre de 2012   | Seattle               | Estados Unidos         | Key Arena                           |
| 5 de diciembre de 2012   | Portland              | Estados Unidos         | Theatre of the Clouds               |
| 7 de diciembre de 2012   | San Diego             | Estados Unidos         | Valley View Casino Center           |
| 8 de diciembre de 2012   | Oakland               | Estados Unidos         | Oracle Arena                        |
| 13 de diciembre de 2012  | Camden (Nueva Jersey) | Estados Unidos         | Susquehanna Bank Center             |
| 14 de diciembre de 2012  | ciudad de Nueva York  | Estados Unidos         | Madison Square Garden               |
| 15 de diciembre de 2012  | Toronto               | Canadá                 | Air Canada Center                   |
| 17 de diciembre de 2012  | Boston                | Estados Unidos         | Agganis Arena                       |
| 18 de diciembre de 2012  | Fairfax               | Estados Unidos         | Patriot Center                      |
| 20 de diciembre de 2012  | Ypsilanti             | Estados Unidos         | Convocation Center                  |
| 21 de diciembre de 2012  | Chicago               | Estados Unidos         | UIC Pavilion                        |
| 28 de diciembre de 2012  | Las Vegas             | Estados Unidos         | Chelsea Ballroom                    |
| 29 de diciembre de 2012  | Las Vegas             | Estados Unidos         | Chelsea Ballroom                    |
| Oceanía                  |                       |                        |                                     |
| 16 de enero de 2013      | Sídney                | Australia              | The Metro Theatre                   |
| 18 de enero de 2013      | Sídney                | Australia              | Big Day Out                         |
| 20 de enero de 2013      | Brisbane              | Australia              | Big Day Out                         |
| 22 de enero de 2013      | Melbourne             | Australia              | Palace Theatre                      |
| 25 de enero de 2013      | Adelaida              | Australia              | Big Day Out                         |
| 26 de enero de 2013      | Melbourne             | Australia              | Big Day Out                         |
| 28 de enero de 2013      | Perth                 | Australia              | Big Day Out                         |
| Europa                   |                       |                        |                                     |
| 21 de febrero de 2013    | Belfast               | Irlanda                | Odyssey Arena                       |
| 22 de febrero de 2013    | Dublín                | Irlanda                | The O2                              |
| 26 de febrero de 2013    | Helsinki              | Finlandia              | Hartwall Areena                     |
| 28 de febrero de 2013    | Estocolmo             | Suecia                 | Ericsson Globe                      |
| 1 de marzo de 2013       | Oslo                  | Noruega                | Telenor Arena                       |
| 2 de marzo de 2013       | Malmö                 | Suecia                 | Malmö Arena                         |
| 4 de marzo de 2013       | Hamburgo              | Alemania               | O2 World Hamburg                    |
| 5 de marzo de 2013       | Múnich                | Alemania               | Zenith                              |
| 7 de marzo de 2013       | Colonia               | Alemania               | Lanxess Arena                       |
| 8 de marzo de 2013       | Bruselas              | Bélgica                | Forest National                     |
| 9 de marzo de 2013       | Esch-sur-Alzette      | Luxemburgo             | Rockhal                             |
| 11 de marzo de 2013      | Ámsterdam             | Países Bajos           | Ziggo Dome                          |
| 12 de marzo de 2013      | París                 | Francia                | Zénith de Paris                     |
| Latinoamérica            |                       |                        |                                     |
| 26 de marzo de 2013      | Asunción              | Paraguay               | Hipódromo de Asunción               |
| 29 de marzo de 2013      | Sao Paulo             | Brasil                 | Lollapalooza Brasil                 |
| 31 de marzo de 2013      | Buenos Aires          | Argentina              | Estadio GEBA                        |
| 2 de abril de 2013       | Santiago de Chile     | Chile                  | Movistar Arena                      |
| 4 de abril de 2013       | Lima                  | Perú                   | Estadio Nacional                    |
| 7 de abril de 2013       | Bogotá                | Colombia               | Estéreo Picnic                      |
| 10 de abril de 2013      | Monterrey             | México                 | Monterrey Arena                     |
| 12 de abril de 2013      | Guadalajara           | México                 | Estadio Tres de Marzo               |
| 13 de abril de 2013      | Ciudad de México      | México                 | Foro Sol                            |
| América del Norte        |                       |                        |                                     |
| 27 de abril de 2013      | San Francisco         | Estados Unidos         | Bill Graham Civic Auditorium        |
| 28 de abril de 2013      | San Francisco         | Estados Unidos         | Bill Graham Civic Auditorium        |
| 1 de mayo de 2013        | Anaheim               | Estados Unidos         | Honda Center                        |
| 2 de mayo de 2013        | Los Ángeles           | Estados Unidos         | Los Angeles Memorial Sports Arena   |
| 4 de mayo de 2013        | Tucson                | Estados Unidos         | Kino Veterans Memorial Stadium      |
| 5 de mayo de 2013        | Albuquerque           | Estados Unidos         | Isleta Amphitheater                 |
| 6 de mayo de 2013        | El Paso               | Estados Unidos         | Chavez Theatre                      |
| 6 de mayo de 2013        | El Paso               | Estados Unidos         | The Lowbrow Palace                  |
| 8 de mayo de 2013        | Houston               | Estados Unidos         | Bayou Music Center                  |
| 9 de mayo de 2013        | Grand Prairie         | Estados Unidos         | Verizon Theatre at Grand Prairie    |
| 10 de mayo de 2013       | Cedar Park            | Estados Unidos         | Cedar Park Center                   |
| 12 de mayo de 2013       | Nashville             | Estados Unidos         | Grand Ole Opry                      |
| 14 de mayo de 2013       | New York City         | Estados Unidos         | Madison Square Garden               |
| 15 de mayo de 2013       | Toronto               | Canadá                 | Air Canada Centre                   |
| 16 de mayo de 2013       | Cincinnati            | United States          | Horseshoe Casino Cincinnati         |
| 18 de mayo de 2013       | Brooklyn              | United States          | Barclays Center                     |
| 19 de mayo de 2013       | Camden                | United States          | Susquehanna Bank Center             |
| Europa                   |                       |                        |                                     |
| 6 de junio de 2013       | Esch-sur-Alzette      | Luxemburgo             | Rockhal                             |
| 7 de junio de 2013       | Nürnberg              | Alemania               | Volkspark Dutzendteich              |
| 8 de junio de 2013       | Nürburg               | Alemania               | Nürburgring                         |
| 10 de junio de 2013      | París                 | Francia                | Zénith de Paris                     |
| 11 de junio de 2013      | Roma                  | Italia                 | Capannelle Racecourse               |
| 12 de junio de 2013      | Milán                 | Italia                 | Ippodromo del Galoppo               |
| 14 de junio de 2013      | Landgraaf             | Holanda                | Megaland                            |
| 15 de junio de 2013      | Isle of Wight         | Inglaterra             | Seaclose Park                       |
| 17 de junio de 2013      | Vorst                 | Bélgica                | Vorst Nationaal                     |
| 22 de junio de 2013      | Londres               | Inglaterra             | Wembley Stadium                     |
| 23 de junio de 2013      | Londres               | Inglaterra             | The Garage                          |
| 26 de junio de 2013      | Riga                  | Letonia                | Mežaparka Lielā estrāde             |
| 29 de junio de 2013      | Moscú                 | Rusia                  | All-Russia Exhibition Centre        |
| 2 de julio de 2013       | Kiev                  | Ucrania                | Palace of Sports                    |
| 13 de julio de 2013      | Dublín                | Irlanda                | Phoenix Park                        |
| 14 de julio de 2013      | Kinross               | Escocia                | Balado Airfield                     |
| 17 de julio de 2013      | Lucca                 | Italia                 | Piazza Napoleone                    |
| 19 de julio de 2013      | Lisboa                | Portugal               | Super Bock Super Rock               |
| 21 de julio de 2013      | Benicàssim, Castellón | España                 | Festival Internacional de Benicasim |
| América del Norte        |                       |                        |                                     |
| 1 de agosto de 2013      | Saint Paul            | Estados Unidos         | Roy Wilkins Auditorium              |
| 2 de agosto de 2013      | Chicago               | Estados Unidos         | Grant Park                          |
| 3 de agosto de 2013      | Bonner Springs        | Estados Unidos         | Sandstone Amphitheater              |
| 5 de agosto de 2013      | Cleveland             | Estados Unidos         | Jacobs Pavilion at Nautica          |
| 6 de agosto de 2013      | Columbus              | Estados Unidos         | Lifestyle Communities Pavilion      |
| 8 de agosto de 2013      | Newark                | Estados Unidos         | Prudential Center                   |
| 9 de agosto de 2013      | Atlantic City         | Estados Unidos         | The Borgata                         |
| 10 de agosto de 2013     | Columbia              | Estados Unidos         | Merriweather Post Pavilion          |
| 12 de agosto de 2013     | Raleigh               | Estados Unidos         | Red Hat Amphitheater                |
| 13 de agosto de 2013     | Charleston            | Estados Unidos         | Family Circle Tennis Center         |
| 15 de agosto de 2013     | Alpharetta            | Estados Unidos         | Verizon Wireless Amphitheatre       |
| 16 de agosto de 2013     | Orlando               | Estados Unidos         | Hard Rock Live                      |
| 17 de agosto de 2013     | Miami                 | Estados Unidos         | AmericanAirlines Arena              |
| 6 de septiembre de 2013  | Windsor               | Canadá                 | Caesars Palace                      |
| 7 de septiembre de 2013  | Pittsburgh            | Estados Unidos         | Stage AE                            |
| 8 de septiembre de 2013  | St. Louis             | Estados Unidos         | Forest Park                         |
| Asia                     |                       |                        |                                     |
| 21 de septiembre de 2013 | Singapur              | Singapur               | Marina Bay Street Circuit           |
| 22 de septiembre de 2013 | Selangor              | Malasia                | Sepang International Circuit        |
| 24 de septiembre de 2013 | Hong Kong             | Hong Kong              | AsiaWorld Arena                     |
| 26 de septiembre de 2013 | Manila                | Filipinas              | Smart Araneta Coliseum              |
| 28 de septiembre de 2013 | Taipéi                | Taiwán                 | TWTC Nangang                        |
| 1 de octubre de 2013     | Beijing               | China                  | MasterCard Center                   |
| 3 de octubre de 2013     | Shanghái              | China                  | Mercedes-Benz Arena                 |
| 5 de octubre de 2013     | Seoul                 | Corea del Sur          | Olympic Park                        |
| 8 de octubre de 2013     | Tokio                 | Japón                  | Studio Coast                        |
| 9 de octubre de 2013     | Tokio                 | Japón                  | Differ Ariake                       |
| 11 de octubre de 2013    | Dubái                 | Emiratos Árabes Unidos | Atlantis, The Palm                  |
| América del Norte        |                       |                        |                                     |
| 27 de octubre de 2013    | Las Vegas             | Estados Unidos         | Downtown                            |
| Europa                   |                       |                        |                                     |
| 6 de noviembre de 2013   | Londres               | Inglaterra             | Eventim Appollo                     |
| 7 de noviembre de 2013   | Londres               | Inglaterra             | Maida Vale Studios                  |
| 8 de noviembre de 2013   | Ámsterdam             | Holanda                | Paradiso                            |
| América del Norte        |                       |                        |                                     |
| 3 de abril de 2014       | Dallas                | Estados Unidos         | House of Blues                      |
| 5 de abril de 2014       | Dallas                | Estados Unidos         | Reunion Park                        |
| 14 de mayo de 2014       | Uncasville            | Estados Unidos         | Mohegan Sun Arena                   |
| 15 de mayo de 2014       | Bethlehem             | Estados Unidos         | Sands Bethlehem Event Center        |
| 17 de mayo de 2014       | Gulf Shores           | Estados Unidos         | The Hangout                         |
| 6 de julio de 2014       | Quebec City           | Canadá                 | Le Cabaret du Capitole              |
| 8 de julio de 2014       | Quebec City           | Canadá                 | Plains of Abraham                   |
| 9 de julio de 2014       | Ottawa                | Canadá                 | Le Breton Festival Park             |
| 10 de julio de 2014      | Montreal              | Canadá                 | Bell Centre                         |
| 12 de julio de 2014      | Charlottetown         | Canadá                 | Event Grounds                       |
| 9 de agosto de 2014      | San Francisco         | Estados Unidos         | The Independent                     |
| 10 de agosto de 2014     | San Francisco         | Estados Unidos         | Golden Gate Park                    |
| Europa                   |                       |                        |                                     |
| 15 de agosto de 2014     | Liverpool             | Inglaterra             | O2 Academy Liverpool                |
| 16 de agosto de 2014     | Staffordshire         | Inglaterra             | Weston Park                         |
| 17 de agosto de 2014     | Chelmsford            | Inglaterra             | Hylands Park                        |
| 19 de agosto de 2014     | Glasgow               | Escocia                | Bellahouston Park                   |
| 21 de agosto de 2014     | Belfast               | Irlanda del Norte      | Boucher Playing Fields              |

## Televisión
Apariciones importantes en la televisión
| 5 de septiembre de 2012  | Suecia y Noruega | Skavlan                         | Tocaron Runaways                                      |
| 15 de septiembre de 2012 | Reino Unido      | The Jonathan Ross Show          | Tocaron Runaways                                      |
| 19 de septiembre de 2012 | Estados Unidos   | Late Night with David Letterman | Tocaron Runaways                                      |
| 20 de septiembre de 2012 | Estados Unidos   | Good Morning America            | Tocaron Runaways y Mr. Brightside                     |
| 24 de septiembre de 2012 | Estados Unidos   | Jimmy Kimmel Live               | Tocaron Runaways y Miss Atomic Bomb                   |
| 28 de septiembre de 2012 | Estados Unidos   | Ellen DeGeneres Show            | Tocaron Runaways y Mr. Brightside                     |
| 18 de octubre de 2012    | Estados Unidos   | The Colbert Report              | Tocaron Miss Atomic Bomb                              |
| 30 de octubre de 2012    | Reino Unido      | Later...with Jools Holland      | Tocaron Runaways, Miss Atomic Bomb y From Here On Out |
| 9 de noviembre de 2012   | Reino Unido      | Alan Carr: Chatty Man           | Tocaron Miss Atomic Bomb                              |
| 11 de noviembre de 2012  | Europa           | MTV Europe Music Awards         |                                                       |